# Monster High (serie de televisión)
Monster High es una serie de animación estadounidense basada en la franquicia de muñecas del mismo nombre creada por Mattel, y se estrenó en Nickelodeon el 6 de octubre de 2022. Shea Fontana, quien previamente desarrolló el reinicio de 2018 de Polly Pocket, es su showrunner.
En España, la serie se estrenó el 1 de abril de 2023 en Nickelodeon España, y también el 16 de junio de 2023 en Boing España.
Y en Latinoamérica, la serie se estrenó el 10 de abril de 2023 en Nickelodeon Latinoamérica.

## Premisa
La serie sigue a Frankie Stein, Draculaura y Clawdeen Wolf, los respectivos hijos de Frankenstein, Drácula y Wolfman, así como a otros hijos de famosos monstruos míticos que navegan en la hilaridad de la escuela secundaria en los sagrados pasillos de Monster High.

## Reparto
- Iris Menas como Frankie Stein
- Gabrielle Nevaeh Green como Clawdeen Wolf
- Courtney Lin como Draculaura
- Tony Revolori como Deuce Gorgon
- Kausar Mohammed como Cleo de Nile
- Valeria Rodríguez como Lagoona Blue
  - Rodríguez también da voz a Spectra
- Alexa Kahn como Toralei Stripe
- Alexander Polinsky como Heath Burns
- Debra Wilson como Directora Sin Cabeza Bloodgood
- Felicia Day como Ghoulia Yelps
- Ken Marino como El Conde Drácula
- Delbert Hunt como Mr. Wolf
- Jessica Darrow como Skelita Calaveras
- Scott Menville como Romulus
- Cole Massie como Finnegan Wake
- Victoria T. Washington como Howleen Wolf
- Jordan Coleman como Manny Taur
- Krystina Alabado como Nefera de Nile

## Episodios

### Temporadas
| Temporada | Temporada | Episodios | Estados Unidos       | Estados Unidos         | Latinoamérica                                                             | Latinoamérica                                                             |
| Temporada | Temporada | Episodios | Comienzo             | Final                  | Comienzo                                                                  | Final                                                                     |
| --------- | --------- | --------- | -------------------- | ---------------------- | ------------------------------------------------------------------------- | ------------------------------------------------------------------------- |
|           | 1         | 26        | 6 de octubre de 2022 | 8 de diciembre de 2023 | 10 de abril de 2023                                                       | 12 de abril de 2024 (México) 26 de abril de 2024 (Resto de Latinoamérica) |
|           | 2         | 24        | 11 de marzo de 2024  | 24 de octubre de 2024  | 1 de julio de 2024 (México) 12 de agosto de 2024 (Resto de Latinoamérica) | 6 de marzo de 2025 (Resto de Latinoamérica) 7 de marzo de 2025 (México)   |

### Temporada 1: 2022-2023
| N.º en serie | N.º en temp. | Título                                                  | Fecha de emisión original | Fecha de emisión en Latinoamérica                                        | Código de prod. | Audiencia (millones) |
| --- | ------------ | ------------------------------------------------------- | ------------------------- | ------------------------------------------------------------------------ | --------------- | -------------------- |
| 1 | 1            | «The Monstering» «La monstruosidad»                     | 28 de octubre de 2022     | 10 de abril de 2023                                                      | 101             | 0.19                 |
| En su cumpleaños, la experta en monstruos Clawdeen recibe el collar de su madre de manos de su padre. Él la guía a una escuela oculta llamada Monster High. La directora sin cabeza Bloodgood la atrapa y la expulsa por no ser un monstruo. Esto ocurre mucho cuando tus otros disfraces fallan. Los estudiantes de Monster High, Draculaura y Frankie, se hacen amigos de Clawdeen y la ayudan a encontrar su monstruo interior. Esto resulta ser un hombre lobo cuando Monster High es invadida por lo que parece ser un oso normal mientras agarra a Deuce. Clawdeen usa sus nuevas habilidades de hombre lobo para rescatar a Deuce y someter al oso que resulta ser un Onikuma debido al hecho de que arroja grandes rocas cuando se siente amenazado. La directora sin cabeza Bloodgood acepta a Clawdeen y Onikuma en Monster High, donde una prueba de ADN revela que Clawdeen es 50% hombre lobo. Se muestra que el padre de Clawdeen conoce a la directora sin cabeza Bloodgood cuando recibe una carta de un dragón mensajero y le pide que vigile a Clawdeen. |              |                                                         |                           |                                                                          |                 |                      |
| 2a (1) | 2a           | «Food Fight» «Guerra de comida»                         | 6 de octubre de 2022      | 11 de abril de 2023                                                      | 102A            | 0.21                 |
| Draculaura practica la brujería, que está prohibida en Monster High. Ella lanza un hechizo durante su misión, y accidentalmente le dio vida a su tater tot y él anda suelto. Solicita la ayuda de Clawdeen y Frankie para conseguir que la papa viva antes de que su padre, Drácula, llegue de visita. |              |                                                         |                           |                                                                          |                 |                      |
| 2b (1) | 2b           | «Unfinished Brain-ness» «Cerebro inconcluso»            | 6 de octubre de 2022      | 11 de abril de 2023                                                      | 102B            | 0.21                 |
| Frankie es maldecida con mala suerte cuando recuerda el pasado que está dentro de su cerebro. Para romper la maldición, recibe ayuda de Clawdeen y Draculaura para descubrir qué salió mal en el pasado. |              |                                                         |                           |                                                                          |                 |                      |
| 3a (1) | 3a           | «Case of the Moondays» «El caso de los días de la luna» | 4 de noviembre de 2022    | 12 de abril de 2023                                                      | 103A            | 0.28                 |
| A Clawdeen le preocupa volver a ser humana de forma permanente cuando llegue la luna llena. Ahora, Clawdeen debe encontrar una manera. |              |                                                         |                           |                                                                          |                 |                      |
| 3b (2) | 3b           | «Portrait of a Monster» «Retrato de un monstruo»        | 4 de noviembre de 2022    | 12 de abril de 2023                                                      | 103B            | 0.28                 |
| Es el día de la foto en Monster High, y Frankie está en pánico por tomarse una foto. En un ataque de ansiedad, accidentalmente golpean la cámara de la escuela, enviándola en un alboroto mientras absorbe a todos los monstruos a la vista. Frankie es el único monstruo que queda y deben salvarlos de la amenaza de la cámara. |              |                                                         |                           |                                                                          |                 |                      |
| 4a (1) | 4a           | «Witch Hitch» «El secreto»                              | 28 de noviembre de 2022   | 13 de abril de 2023                                                      | 104A            | 0.14                 |
| Draculaura y Toralei compiten por el Jefe de los Líderes del Miedo del Escuadrón de los Líderes del Miedo. Sin embargo, Toralei sabe que Draculaura es una bruja y amenaza con exponer su secreto a menos que Draculaura se rinda, con Lagoona acompañando a Toralei. Para detener a Toralei, Clawdeen y Frankie ayudan a Draculaura a hechizarla, pero no antes de que Draculaura descubra que Lagoona tiene su propio secreto y no puede permitir que Toralei exponga el secreto de Lagoona también. |              |                                                         |                           |                                                                          |                 |                      |
| 4b (2) | 4b           | «Part of the Pack» «Parte de la manada»                 | 28 de noviembre de 2022   | 13 de abril de 2023                                                      | 104B            | 0.14                 |
| Clawdeen sigue perdiendo su cabello de hombre lobo y debe averiguar cómo evitar que se le caiga. Luego, se encuentra de nuevo con Romulus y Barkimedes, y también conoce a un nuevo miembro de la manada de hombres lobo: Howleen. Al principio, Clawdeen no está interesada en unirse a la manada después de la broma anterior de los hombres lobo, pero luego cambia de opinión y debe pasar las pruebas para unirse a la manada. Sin embargo, Clawdeen tiene que tomar una decisión: Clawdeen tiene que ayudar a Draculaura y Frankie a aprobar sus tareas de presentación o los abandonará y se unirá a la manada de hombres lobo. Cuando Clawdeen elige este último, pronto se da cuenta de que es otra broma de los hombres lobo y quieren robar su colgante en la luna llena. |              |                                                         |                           |                                                                          |                 |                      |
| 5a (1) | 5a           | «That Thing You Deuce» «Lo que hace Deuce»              | 29 de noviembre de 2022   | 14 de abril de 2023                                                      | 105A            | 0.10                 |
| Deuce participa en una recaudación de fondos vendiendo caramelos y recolectando suficiente dinero para ganar un trofeo como lo hizo su madre. Clawdeen, Frankie y Draculaura han decidido ayudarlo a hacer más dulces de roca para vender, pero los necrófagos están sobrecargados de trabajo y se tomaron un descanso. Para empeorar las cosas, las serpientes de Deuce lo usaron para hacer aún más dulces de roca y lo obligaron a convertir accidentalmente a los otros estudiantes en estatuas de dulces de roca. Ahora, debe encontrar una manera de hacer que vuelvan a la normalidad con la ayuda de los ghouls, incluso si eso significa renunciar a la recaudación de fondos. |              |                                                         |                           |                                                                          |                 |                      |
| 5b (2) | 5b           | «Werewolf Weekend» «Fin de semana lobístico»            | 30 de noviembre de 2022   | 14 de abril de 2023                                                      | 105B            | 0.22                 |
| Clawdeen visita a su padre en su propia casa durante un fin de semana mientras mantiene su lado humano. Pero poco después, Clawdeen le revela su lado de hombre lobo, que él sabía que ella era mitad hombre lobo todo el tiempo, aunque no sabe qué le pasó a la madre de Clawdeen, que era pura hombre lobo, después de que se casaron y ella desapareció misteriosamente. Mientras tanto, Cleo estaba desesperada por obtener más vistas que superaran las vistas de Draculaura. Luego escapa de la casa de Clawdeen para encontrarse con los humanos con la esperanza de ganar muchas visitas. Clawdeen debe evitar que se revele como un monstruo frente a los humanos antes de que los demonios se metan en problemas. |              |                                                         |                           |                                                                          |                 |                      |
| 6 | 6            | «Paw-zzle Pieces» «Piezas del corazón»                  | 1 de diciembre de 2022    | 17 de abril de 2023                                                      | 106             | 0.16                 |
| Clawdeen y su padre descubren un libro de Monster High que puede ser una pista sobre la desaparición de su madre. Clawdeen, Frankie y Draculaura van a una biblioteca y encuentran un libro que estaba atrasado hace una década. Luego descubren un rompecabezas que abre la puerta donde se debe insertar el collar de Clawdeen. Sin embargo, una criatura desconocida se desató y robó el colgante de Clawdeen. Para evitar que los Splitzies destruyan Monster High, los hermanos Wolf cantan una canción de cuna y los ponen a todos en una máquina que los fusionará de nuevo. La directora sin cabeza Bloodgood advierte que abrir la puerta que no está en el eclipse de Luna de sangre destruirá no solo a Monster High, sino al mundo entero. Los monstruos disfrutan de su propio tiempo en Monster High. |              |                                                         |                           |                                                                          |                 |                      |
| 7 | 7            | «Nightmare Nightmore» «La celebración Nightmore»        | 19 de diciembre de 2022   | 18 de abril de 2023                                                      | 107             | 0.16                 |
| Draculaura planea celebrar "Nightmore", una fiesta para que los monstruos se diviertan, pero su brujería está desactivada. Ella invita a Clawdeen, Clawd, Frankie, Lagoona y Heath a celebrar en una mansión abandonada donde hay nieve. Cuando Clawdeen sale, está enterrada en la nieve y todos se encuentran con una chica Yeti llamada Abbey Bominadle. Abbey explica su historia y los monstruos deciden que debería celebrar Nightmore con ellos, lo que Draculaura acepta. La mamá de Abbey ataca Monster High y Draculaura, Abbey y el resto están en el camino de regreso a Monster High. Después de dejar las montañas, Draculaura y el resto convencen a Bloodgood de que deje entrar a todo el Yeti en Monster High, y celebran Nightmore at Monster High en una canción escrita por Draculaura. |              |                                                         |                           |                                                                          |                 |                      |
| 8a (1) | 8a           | «Out of Step» «Perdiendo el ritmo»                      | 10 de marzo de 2023       | 19 de abril de 2023                                                      | 108A            | 0.13                 |
| Draculaura está emparejado con Clawd para el Monster High Dance-Off, y deben seguir los pasos de baile del pergamino para ganar el baile como lo hizo Boogeyman. Sin embargo, puede haber sido una mala idea para Draculaura, ya que su nivel de vampirismo sigue bajando cada vez que Toralei y todos los demás se ríen de ella, lo que hace que se descomponga. Para dejar de descomponerse y elevar su nivel de vampirismo lo suficientemente alto, tiene que hacer que Clawd use los zapatos de baile encantados para bailar mejor. Pero de repente, los zapatos no pueden impedir que baile, por lo que Draculaura, Frankie y Clawdeen deben ayudarlo para que deje de bailar. |              |                                                         |                           |                                                                          |                 |                      |
| 8b (2) | 8b           | «Pyramid Scheme» «Esquema piramidal»                    | 10 de marzo de 2023       | 19 de abril de 2023                                                      | 108B            | 0.13                 |
| Cleo espera obtener su papel principal en la próxima obra de teatro escolar, pero su hermana, Nefera, regresó de su viaje a Scaris para visitarla. Al ver que no quiere que Nefera le quite el papel principal como lo hizo en el pasado, Cleo debe entrar en la antigua tumba de su familia y agarrar el collar del Corazón de Cleopatra. Mientras Clawdeen distrae a Nefera, Cleo y Frankie entraron a la tumba antigua. De repente, Frankie fue expulsado porque solo la familia De Nile puede entrar en la tumba. Sin embargo, al agarrar el collar, Cleo activó una trampa explosiva y puso a Nefera en peligro. Ahora, Cleo debe hacer un sacrificio para cerrar la trampa explosiva y salvar a su propia hermana. |              |                                                         |                           |                                                                          |                 |                      |
| 9a (1) | 9a           | «What's Up, Watzie?» «Alégrate, Watzie»                 | 10 de marzo de 2023       | 17 de julio de 2023                                                      | 109A            | 0.14                 |
| Mientras construían un robot, Frankie y Watzie vieron un calendario con la imagen de los dragones, y Frankie notó que la cola del dragón de Watzie se movía. La directora sin cabeza Bloodgood le explicó a Frankie que es la migración del dragón y que todos los dragones deben ir a su hábitat natural para migrar. Sin embargo, Frankie no quiere dejar ir a Watzie, a pesar de que Watzie es en parte dragón. Con la ayuda de sus amigos ghoul, harán todo lo posible para que se quede con ellos. Desafortunadamente, él no está satisfecho con ninguna de esas actividades. Sin otra opción, Frankie lo dejó ir para que pudiera migrar con sus compañeros dragones durante mucho tiempo. |              |                                                         |                           |                                                                          |                 |                      |
| 9b (2) | 9b           | «So Familiar» «Un familiar»                             | 10 de marzo de 2023       | 18 de julio de 2023                                                      | 109B            | 0.14                 |
| Draculaura, Frankie y Clawdeen regresaron de sus vacaciones escolares, pero no han hecho su tarea por un tiempo. Y lo que es peor para Draculaura es que el Conde Fabuloso, un pequeño murciélago con modales, la está cuidando porque la trata como a una "bebé chupasangre". Clawdeen luego le muestra un códice de brujería que solo pueden abrir las brujas verdaderas con su familiar. Los ghouls deben encontrar al familiar de Draculaura, un gato, para que puedan abrir el libro y lanzar un hechizo que los ayude a terminar su tarea antes de la fecha límite. Sin embargo, si no la encuentran familiar a tiempo, el libro se autodestruirá y es posible que Draculaura nunca vuelva a lanzar un hechizo como una verdadera bruja. |              |                                                         |                           |                                                                          |                 |                      |
| 10a (1) | 10a          | «Crushed» «Triste»                                      | 17 de marzo de 2023       | 19 de julio de 2023                                                      | 110A            | 0.18                 |
| Las pruebas para Fearleading Squad han terminado y se seleccionaron los siguientes estudiantes: Clawdeen, Clawd, Iris y Kuma. Desafortunadamente, Frankie no fue elegido para el Fearleading Squad, lo que los decepciona. Luego, siguieron el consejo de Heath de "reprimir sus sentimientos", y lo hicieron, literalmente con su rayo en una botella. Pero, durante la exhibición de Fearleading Squad, Frankie trató de reprimir sus sentimientos nuevamente hasta que accidentalmente causaron un apagón. Ahora, deben seguir el consejo de Cleo de dejar de lado sus sentimientos llorando, y funcionó. Ahora que están lo suficientemente tranquilos, Frankie debe salvar el escaparate de Fearleading Squad. |              |                                                         |                           |                                                                          |                 |                      |
| 10b (2) | 10b          | «Over Bro-tective» «Sobreprotector»                     | 17 de marzo de 2023       | 20 de julio de 2023                                                      | 110B            | 0.18                 |
| Después de reunirse con su padre, Clawd recibió una llamada telefónica urgente de Clawdeen y la conoció en un escondite secreto, lo que resulta que es hora de jugar en las catacumbas con Frankie, Draculaura, Lagoona y Deuce. Durante sus juegos, Clawd se volvió sobreprotector con Clawdeen al tratar de mantenerla a salvo, lo que la irrita. Mientras juegan un juego de "Hide n Shriek", los hermanos Wolf cayeron en una trampa donde vive la trampa Flying Venus. Después de muchos intentos fallidos, Clawdeen está harta de que Clawd la sobreproteja solo porque técnicamente es un año mayor que ella. Sin embargo, hicieron las paces entre ellos y encontraron una manera de salir de la habitación Flying Venus Trap para reunirse con sus amigos. |              |                                                         |                           |                                                                          |                 |                      |
| 11a (1) | 11a          | «Horoscare» «Horosustos»                                | 24 de marzo de 2023       | 21 de julio de 2023                                                      | 111A            | 0.18                 |
| Cleo se obsesiona con una aplicación recién instalada llamada "Horoscare" cuando cree que su ídolo joya, Pearl Ryuzaki, llegará a Monster High. Consigue que Frankie la ayude a hacer una fiesta de bienvenida para Pearl y comienzan a desarrollar sentimientos el uno por el otro. Mientras tanto, Toralei cree por Horoscare que los humanos podrían llegar, por lo que tiende una trampa frente a Monster High. Después de hacer los preparativos finales para la fiesta de bienvenida, Cleo y Frankie salieron para recibir a Pearl. Pero tendrán que atravesar Toralei y evitar sus trampas. Sin embargo, al abrir las puertas, puede que no sea lo que Cleo espera. |              |                                                         |                           |                                                                          |                 |                      |
| 11b (2) | 11b          | «Flaunt Your Skeleton» «Mueve el esqueleto»             | 24 de marzo de 2023       | 24 de julio de 2023                                                      | 111B            | 0.18                 |
| Ghoulia está emocionada cuando su ídolo, Skelly Vonderbone, llega al auditorio para practicar con Boo Crew para su actuación. Sin embargo, cuando estaba a punto de cantar frente a Skelly, Ghoulia sufre un caso de "congelación cerebral", un síntoma en el que los zombis gritan "cerebros" por cualquier motivo, y fue humillada. Frankie y Lagoona han decidido ayudar a Ghoulia a vencer su miedo, pero no fue suficiente para que Ghoulia dejara de gritar "cerebros". Cuando Ghoulia está a punto de renunciar, Skelly le da un consejo útil (o más bien un código secreto para su videojuego DDR) sobre cómo conquistar su miedo abrazándolo con todo su corazón, justo antes de que Ghoulia y el resto de Boo Crew lleguen a actuar. con Skelly. |              |                                                         |                           |                                                                          |                 |                      |
| 12a (1) | 12a          | «Creepover Party» «La pijamada»                         | 31 de marzo de 2023       | 25 de julio de 2023                                                      | 112A            | 0.13                 |
| Draculaura, Clawdeen y Frankie tienen problemas para almorzar en la mesa que estaba rota. Intentaron sentarse en la nueva mesa del almuerzo, pero Toralei se les adelantó. Boo Crew y Toralei hicieron una apuesta de que Boo Crew debe tener una fiesta de pijamas en la biblioteca, y si se van antes del anochecer, Toralei gana. Más tarde, conocen a Twyla, un monstruo autista del boogey que odia los ruidos fuertes, quien le muestra a Clawdeen un libro que puede estar relacionado con su garra lunar. Pero, Toralei observa desde atrás e intenta sabotear la fiesta de pijamas con un gusano apestoso, que resulta ser un ratón de biblioteca que come libros y crece. Ahora, Boo Crew y Twyla deben encontrar una manera de deshacerse del ratón de biblioteca. |              |                                                         |                           |                                                                          |                 |                      |
| 12b (2) | 12b          | «Creature Clash» «El legado»                            | 31 de marzo de 2023       | 26 de julio de 2023                                                      | 112B            | 0.13                 |
| Es el evento de susto en Monster High, y Frankie fue testigo del susto de Kuma mientras demostraba lo que hacen los Onikumas, como levantar rocas gigantes. Después del evento, Frankie se interesó y les gustaría saber más sobre los Onikumas. Luego, Kuma les explicó sobre el ritual Onikuma y, cuando se iba, Frankie decidió que debían hacer el ritual para sorprenderlo. Sin embargo, después de que se realizó el ritual, Frankie ve a Ghoulia, Draculaura, Spectra y el resto poseídos como zombis y causando estragos en Monster High. Cuando Kuma regresó, Frankie explicó el error que cometieron y deben encontrar una manera de hacer que Boo Crew vuelva a la normalidad mientras Lagoona los detiene. |              |                                                         |                           |                                                                          |                 |                      |
| 13a (1) | 13a          | «Monster Movie» «Película monstruosa»                   | 7 de abril de 2023        | 27 de julio de 2023                                                      | 113A            | 0.16                 |
| Lagoona quería hacer una película basada en su vida real, por lo que se convierte en directora de su película con Draculaura como ella y Deuce como el amor de su vida. Sin embargo, Boo Crew está solicitando hacer algunos cambios para su película, lo que hace que Lagoona muerda algunos muebles por enojo. Después de terminar la película, Twyla habló con Lagoona sobre cómo se siente, a lo que Lagoona explicó que tiene un caso de mordeduras, donde su familia una vez discutió entre sí y comenzó a morder cosas. Ahora que se sintió mejor gracias a Twyla, Lagoona debe enfrentarse a sí misma y arreglar su película sin masticar. |              |                                                         |                           |                                                                          |                 |                      |
| 13b (2) | 13b          | «Earworm» «Gusanoido»                                   | 7 de abril de 2023        | 28 de julio de 2023                                                      | 113B            | 0.16                 |
| Toralei se siente celosa de que nadie en Monster High quiera sentarse a su lado durante la hora del almuerzo. Cuando miró el volante con todo tipo de gusanos, Toralei se interesó en los gusanos auditivos y tiene un plan tortuoso para agradar a los monstruos. Ella y sus primos, Purrsephone y Meowlody, forman una banda llamada "The Hissfits" e interpretaron una canción mientras liberaban los gusanos auditivos que Toralei robó para poseerlos y obligarlos a que les gustara Toralei, que sus primos sienten que los está usando. Sin embargo, las cosas salen mal, ya que Toralei intenta alejarse de los monstruos poseídos que la aman demasiado. Sin otra opción, recibe ayuda de los hermanos Wolf para eliminar los gusanos de los oídos. |              |                                                         |                           |                                                                          |                 |                      |
| 14 | 14           | «Spell the Beans» «Cacería de Brujas»                   | 2 de octubre de 2023      | 23 de octubre de 2023                                                    | 114             | 0.14                 |
| Draculaura está teniendo un mal día cuando llegó tarde a su práctica de Fearleading y, para empeorar las cosas, su poción de brujería fue descubierta afuera de Monster High. La directora sin cabeza Bloodgood llamó a la MPA, con Drácula como líder de esa organización, para ir a cazar brujas, mientras que Toralei está decidido a las sospechas de Draculaura de ser una bruja. Mientras tanto, Frankie y Deuce están buscando el Talismán Gorgona de su madre, y eso puede ser una pista para traer de vuelta a la madre de los hermanos Lobo. Por otra parte, los hermanos Wolf le muestran un recorrido a su padre Apollo, el único humano que puso un pie en Monster High, mientras evitan que sus amigos monstruos se lo coman vivo. Cuando Toralei estaba a punto de decirle la verdad a Drácula trayendo todo tipo de brujería, Draculaura le lanza un hechizo, haciendo que la MPA piense que Toralei es una bruja y obligando a Bloodgood a expulsar a Toralei. Draculaura ya no puede ocultar su secreto y le dice a Drácula que ella es la verdadera bruja y él está decepcionado con ella. Sin embargo, después de una charla de ánimo de Apolo, Drácula perdonó a Draculaura y la dejó hacer lo que quisiera. Pero Bloodgood desató a Expel Beast y devorará a Toralei para expulsarla por completo de Monster High. Sin embargo, Drácula distrae a Bloodgood y a la MPA mientras Draculaura lanza en secreto un hechizo que les hará pensar que el fantasma de la bruja está lanzando el hechizo, y Deuce recupera el Talismán Gorgona de manos de la Bestia Expulsada. Posteriormente, Toralei ha decidido no exponer el secreto de Draculaura tras salvarla de ser expulsada, y la caza de brujas llegó a su fin. Antes de irse, Drácula verá qué puede hacer para cambiar las reglas y permitirle a Draculaura hacer brujería para mejor. |              |                                                         |                           |                                                                          |                 |                      |
| 15a (1) | 15a          | «Growing Ghoulia» «Muchas Ghoulia»                      | 3 de octubre de 2023      | 25 de octubre de 2023                                                    | 115A            | 0.10                 |
| Ghoulia estaba emocionada de convertirse en la número uno en el evento "Horrorball", pero luego se sorprendió de que Draculaura se convirtiera en la número uno. Sin embargo, Ghoulia tiene hasta el viernes para ponerse al día con sus actividades, hasta que Draculaura se le adelanta una y otra vez. Cuando descubre que Draculaura hizo su brujería para detener el tiempo, Ghoulia se entierra para adelantarse a ella en el tiempo y poder finalmente vencerla. Pero luego, múltiples clones de Ghoulia están causando estragos en Monster High simplemente gritando "puntos" y Draculaura descubrió que la verdadera Ghoulia está detrás de todo este lío, aunque Draculaura se sintió mal por cómo se siente Ghoulia. Draculaura y Ghoulia deben dejar de lado su competencia y descubrir cómo hacer que todo vuelva a la normalidad. |              |                                                         |                           |                                                                          |                 |                      |
| 15b (2) | 15b          | «Casketball Jinx» «Conjuro de diversión»                | 3 de octubre de 2023      | 24 de octubre de 2023                                                    | 115B            | 0.10                 |
| Mientras practicaba para el juego de Casketball, Clawdeen dijo la palabra "diversión", que es tabú para todos los monstruos y maldijo a todo el equipo de Casketball, haciéndoles perder el juego después. Clawdeen y Deuce fueron a la biblioteca a buscar un libro que convoca a los dos Kaijus que son el mejor dúo de Casketball en Monster High. Los Kaijus desafiaron al equipo de Casketball a un juego, y si el equipo de Casketball gana, se levantará el maleficio. Mientras tanto, Howleen le da a Clawdeen una piedra que puede transferir su maldición a los Kaijus para que el equipo pueda ganar. Sin embargo, Clawdeen estaba en contra de esa idea, y aunque el equipo de Casketball perdió al final, Clawdeen y sus amigos van a enseñar a los Kaijus que divertirse es más importante que ser competitivo. |              |                                                         |                           |                                                                          |                 |                      |
| 16a (1) | 16a          | «Cleo in the Kitchen» «Cleo en la cocina»               | 4 de octubre de 2023      | 26 de octubre de 2023                                                    | 116A            | 0.13                 |
| Clawdeen está deprimida porque no puede comer una comida casera en su casa, lo que le hace sentir nostalgia. Entonces, Cleo tuvo una idea para hacerla sentir mejor: tiene que cocinar una comida casera, el Jambalaya, mientras Draculaura distrae a Clawdeen hasta que la comida esté lista. Sin embargo, el chef de Creepateria se fue de vacaciones, por lo que Cleo no puede cocinar la comida sola. Pidió ayuda a Heath, Frankie, Abbey e incluso a Clawd, pero terminó siendo un desastre. Sin otra opción y con Clawdeen loco de hambre, Cleo pidió ayuda al único monstruo que sabe cocinar: su propia hermana, Nefera. Las hermanas De Nile deben cocinar antes de que Clawdeen, hambriento, se coma a Draculaura. |              |                                                         |                           |                                                                          |                 |                      |
| 16b (2) | 16b          | «Case of the Missing Squeak» «En caso de perder Squeak» | 4 de octubre de 2023      | 27 de octubre de 2023                                                    | 116B            | 0.13                 |
| Lagoona reprobó la tarea de zombificar una rana muerta, por lo que fue a clase y tomó su juguete chirriante para el examen de crédito adicional que le indicó Nefera. Lagoona se estaba estresando durante el examen y trata de sentirse mejor. Pero entonces, su juguete chirriante, Señor Squeaky, falta de su mochila y comienza a interrogar a sus compañeros monstruos, quienes cree que se lo robaron. Sin embargo, ninguno de ellos lo hizo y ella se disculpó, y Lagoona tuvo que contarles sobre la desaparición del Señor Squeaky, que era su secreto. Luego, escucharon el grito de Cleo, mientras estaba siendo emboscada por el Señor Squeaky, quien fue afectado por la poción de esencia de vida que cayó en la mochila de Lagoona. Ahora, Lagoona y Boo Crew deben recuperar al Señor Squeaky antes de que se acabe el tiempo del examen. |              |                                                         |                           |                                                                          |                 |                      |
| 17a (1) | 17a          | «Pet Problems» «Problemas de mascotas»                  | 10 de octubre de 2023     | 30 de octubre de 2023                                                    | 117A            | 0.16                 |
| Cleo preguntó a sus padres si podía tener su propia mascota, a lo que finalmente dijeron "sí". Luego, les mostró a Frankie y Deuce su nueva mascota: una cobra hembra llamada "Hissette". Cleo intentó enseñarle a Hissette algunos trucos, pero fue en vano, incluso con la ayuda de Frankie y Deuce. Luego, Hissette fue a las Catacumbas desde debajo de la cama de Cleo, y al encontrarla, Cleo, Frankie y Deuce encontraron la Trampa de Venus Voladora que una vez encontraron los hermanos Lobo. Ahora, deben descubrir cómo salvar a Hissette de ser devorada por la Trampa de Venus Voladora, incluso si eso significa que Cleo debe sacrificar una joya que es preciosa para ella. |              |                                                         |                           |                                                                          |                 |                      |
| 17b (2) | 17b          | «License to Rock» «Licencia para rockear»               | 10 de octubre de 2023     | 31 de octubre de 2023                                                    | 117B            | 0.16                 |
| Finnegan está practicando para su audición para convertirse en líder de banda, pero gracias al consejo de Clawdeen, no está seguro de estar listo para actuar como líder de banda. Entonces, ha comenzado la audición, con el Kraken como juez. Clawd y Frankie actuaron con sus propios instrumentos y, a pesar del sabotaje de Toralei, el Kraken está satisfecho con sus actuaciones. Luego, fue el turno de Finnegan, pero luego el Kraken se enfureció y se dirigió a la habitación de Lagoona. Boo Crew llegó para detener al Kraken tocando sus instrumentos juntos, con la ayuda de la Sra. O'Shriek con su saxofón y Toralei con su pandereta. |              |                                                         |                           |                                                                          |                 |                      |
| 18 | 18           | «Power Heist» «Robando el poder»                        | 11 de octubre de 2023     | 1 de noviembre de 2023                                                   | 118             | 0.15                 |
| La mamá de Toralei, Catarina, llega a Monster High como maestra sustituta para asignar a los estudiantes los proyectos de talismán. Luego emparejó a Clawdeen y Toralei para trabajar juntos en el proyecto Hombre Lobo. Al principio, Clawdeen y Toralei no confían el uno en el otro, pero luego, Toralei entendió cómo se sintió cuando Clawdeen perdió a su madre, Selena Wolf, porque Catarina no se molestó en notarla desde que Catarina se convirtió en la Wereruler después de la desaparición de Selena. Después de los proyectos de Talisman, Catarina se interesó en conseguir el collar Moonclaw de Clawdeen, por lo que tuvo una idea diabólica. Se reunió con Clawdeen una vez más y le propuso un intercambio: el collar Moonclaw por el diario de Selena Wolf, que puede ser la clave para traerla de regreso. Clawdeen no estaba segura de querer renunciar al collar, pero de repente, llegó Toralei y quiso ayudarla a hacer lo correcto, mientras ella se disculpaba por todas las malas acciones que había cometido. Después de llegar al restaurante, Clawdeen le dio a Catarina un collar. Sin embargo, Catarina descubre rápidamente que el collar es falso y reduce el diario a cenizas, cancelando el trato. Tan pronto como Catarina se fue, resulta que el diario que quemó también era falso, y con la ayuda de Boo Crew, Toralei burló a su propia madre obteniendo el diario real. Boo Crew y Toralei se reconcilian mientras salen del restaurante, en cámara lenta con el fuego. |              |                                                         |                           |                                                                          |                 |                      |
| 19 | 19           | «Monster Midterms» «Los exámenes»                       | 12 de octubre de 2023     | 1 de abril de 2024 (México)15 de abril de 2024 (Resto de Latinoamérica)  | 119             | 0.16                 |
| Parte 1: Son los exámenes parciales en Monster High, y cada monstruo es asignado de manera diferente por el "Hada de mitad de período" (que es solo un bote de basura de monstruos). Sin embargo, aparte del eclipse de Luna de sangre que llegará pronto, el mayor desafío de Clawdeen es trabajar junto con la manada de hombres lobo, Toralei y sus primos, una tímida ratón Mouscedes King y un adolescente zorrillo Skunkrates (apodado "Teez"). La tarea de los hombres criaturas es conseguir el diamante de la monstruosa cueva, y Clawdeen fue elegida como líder, lo cual no es una tarea fácil para ella. Mientras tanto, Draculaura aprobó temprano su examen parcial y está tratando de hacer un talismán vampírico con brujería. Se avergüenza cuando los intentos de Drácula de ayudar terminaron en un desastre. En otra parte, cuando los hombres criaturas llegaron a la cueva, Romulus insistió en seguir adelante, aunque terminó atrapado con trampas explosivas. Parte 2: Luego, se encontraron con un golem que custodiaba el diamante, pero luego se retiraron después de un intento fallido. Clawdeen estaba a punto de darse por vencido, pero gracias al apoyo de Clawd, Clawdeen ahora se dio cuenta de que debía confiar no sólo en sus instintos, sino también en los de ellos. Los hombres criaturas intentaron luchar contra el golem nuevamente, y esta vez lo lograron, Teez noqueó al golem con su olor a zorrillo y obtuvieron el diamante. Aunque se reveló que el diamante que recuperaron no tenía valor, los hombres criaturas aprobaron los exámenes parciales y Clawdeen tiene lo necesario para convertirse en el hombre gobernante después de su madre. Clawdeen celebra con Draculaura, quien logró hacer un talismán de vampiro con la ayuda de Drácula, y Frankie, quien también aprobó su examen parcial al fabricar una máquina que hace zappuccinos. |              |                                                         |                           |                                                                          |                 |                      |
| 20a (1) | 20a          | «Furrmergency» «Ralphemergencia»                        | 16 de octubre de 2023     | 2 de abril de 2024 (México)16 de abril de 2024 (Resto de Latinoamérica)  | 120A            | 0.15                 |
| Los hermanos Lobo planean celebrar el cumpleaños de Apolo, mientras que Draculaura y Frankie todavía están averiguando cómo conseguir el Talismán del Monstruo Marino con la esperanza de traer de vuelta a la madre de los hermanos Lobo. Mientras tanto, sus mascotas, Watzie y Count Fabulous, no se llevan bien y comenzaron a pelear, hasta que salieron de Monster High y llegaron al mundo humano, donde son perseguidos por un humano llamado "Ralph" con su detector de monstruos. Ahora, las mascotas monstruosas deben esconderse en la residencia Wolf y encontrar una manera de regresar a Monster High con sus respectivos dueños. |              |                                                         |                           |                                                                          |                 |                      |
| 20b (2) | 20b          | «Boogey Nightmare» «Pesadilla»                          | 16 de octubre de 2023     | 2 de abril de 2024 (México)16 de abril de 2024 (Resto de Latinoamérica)  | 120B            | 0.15                 |
| Twyla está siendo perseguida por Night Terror, donde se ve obligada a realizar el Rito de iniciación para crecer y olvidarse de sus amigos. Luego, accidentalmente abrió el portal del mundo de los sueños a la realidad, donde el Terror Nocturno persigue a Clawdeen, Draculaura y Deuce en sus sueños. Luego, Twyla entró en el mundo de los sueños e intentó evitar que Night Terror persiguiera a sus amigos, pero él sigue evadiéndola y Twyla está a punto de rendirse ante sus pesadillas. Sin embargo, con la ayuda de Boo Crew y con el consejo del Sr. Mothmanson, Twyla debe enfrentar sus miedos y derrotar al Night Terror. |              |                                                         |                           |                                                                          |                 |                      |
| 21a (1) | 21a          | «Best Fiends» «Mejores amigas»                          | 17 de octubre de 2023     | 3 de abril de 2024 (México)17 de abril de 2024 (Resto de Latinoamérica)  | 121A            | 0.21                 |
| Es el Día del Espíritu Ghoul en Monster High, y Draculaura está tratando de lanzar un hechizo para hacer pulseras de la amistad para ella, Clawdeen y Frankie, pero el Códice llega tarde a la Feria del Libro, por lo que Draculaura anotó el hechizo en su cuaderno. Luego, después de que Draculaura y Toralei se toparon, Toralei se puso el brazalete, y luego los brazaletes de la amistad la unieron a ella y a Draculaura literalmente. Ahora, el improbable dúo debe trabajar juntos y actuar en la exhibición de Fearleading para el Día del Espíritu Ghoul, mientras Clawdeen y Frankie buscan el Codex para deshacer el hechizo de Draculaura. |              |                                                         |                           |                                                                          |                 |                      |
| 21b (2) | 21b          | «Scareer Day» «Día de carreras»                         | 17 de octubre de 2023     | 3 de abril de 2024 (México)17 de abril de 2024 (Resto de Latinoamérica)  | 121B            | 0.21                 |
| Heath se interesa en unirse a la carrera de Screamhouse Gasing con la Sra. Bomidable y Abbey en Día del susto. Pero luego, su padre y el director ejecutivo de Underworld, Hades, interrumpen su día, lo que avergüenza a Heath. Sin darse cuenta, Hades rompió el hielo y liberó a los Slumber Pixies que ponían a dormir a los monstruos en Monster High. Mientras Heath, Abbey, Lagoona y Kuma intentan detener a los Slumber Pixies, la Sra. Bomidable le dice a Hades que él siempre se preocupó por el trabajo de su vida más que por su propio hijo. Hades ahora se arrepiente de todos los errores que le había cometido a Heath y decidió ayudarlo a detener a los Slumber Pixies, como padre e hijo. |              |                                                         |                           |                                                                          |                 |                      |
| 22a (1) | 22a          | «Stone Alone» «El campamento»                           | 18 de octubre de 2023     | 4 de abril de 2024 (México)18 de abril de 2024 (Resto de Latinoamérica)  | 122A            | 0.16                 |
| Sus madres le permitieron a Deuce ir a acampar con Manny, Finnegan, Frankie y Cleo. Sin embargo, Deuce está siendo supervisado por dos de sus hermanas mayores porque creen que no está preparado para experimentar la acampada solo, ya que lo tratan como a una gorgona bebé. Entonces, Deuce descubrió que lo estaban saboteando y se alejó de ellos enojado. De repente, sus hermanas y el resto de Boo Crew están rodeados por el abismo fantasma y gritan pidiendo ayuda a Deuce. Luego, Deuce consiguió que sus hermanas confiaran en él y en su experiencia de campamento para poder salvarlos a ellos y a Boo Crew del abismo fantasma. |              |                                                         |                           |                                                                          |                 |                      |
| 22b (2) | 22b          | «Horsin' Around» «El gran robo»                         | 18 de octubre de 2023     | 4 de abril de 2024 (México)18 de abril de 2024 (Resto de Latinoamérica)  | 122B            | 0.16                 |
| Los talismanes han sido robados y Monster High está bajo llave con el noble corcel de la directora sin cabeza Bloodgood, Pesadilla, bajo su vigilancia. Clawd sabe quién es el autor y está tratando de escapar del toque de queda para atraparlo, solo para ser atrapado por Nightmare y le dieron mucha tarea como castigo, y lo mismo ocurre con Draculaura. Al día siguiente, Clawd y Draculaura han decidido trabajar juntos para atrapar al autor, Sugar Rush Bandit, mientras evitan ser atrapados por Pesadilla una vez más. Aunque el plan falló, Clawd tuvo una idea sobre cómo atrapar al Sugar Rush Bandit, poniendo una trampa para que él y Draculaura lo atraparan y recuperaran los talismanes. |              |                                                         |                           |                                                                          |                 |                      |
| 23a (1) | 23a          | «Moonlit Fieldtrip» «Visita humana»                     | 19 de octubre de 2023     | 5 de abril de 2024 (México)19 de abril de 2024 (Resto de Latinoamérica)  | 123A            | 0.15                 |
| Howleen y Barkimedes le preguntaron a Clawdeen si podían visitar el mundo humano durante la luna llena, y Clawdeen aceptó a regañadientes sus solicitudes, siempre y cuando no fueran atrapados por cazadores de monstruos. Luego, Barkimedes en su forma humana conoció a Buddy, a quien Clawdeen sabe que es un cazador de monstruos y le prohíbe andar en patineta con él. Sin embargo, en su camino de regreso a Monster High, Barkimedes fue expuesto como un hombre lobo frente a Buddy y fue captado por la cámara. Pero entonces, Buddy decidió no publicar el video en todo el mundo, ya que solía cazar monstruos, pero ya no, manteniendo el secreto del hombre lobo a salvo con él. |              |                                                         |                           |                                                                          |                 |                      |
| 23b (2) | 23b          | «A Little Boost» «Una ayuda»                            | 19 de octubre de 2023     | 5 de abril de 2024 (México)19 de abril de 2024 (Resto de Latinoamérica)  | 123B            | 0.15                 |
| Lagoona ve a un nuevo estudiante llamado "Gil", un monstruo de agua dulce que se parece al amor de su vida en su novela. Frankie intenta darle un consejo a Lagonna sobre cómo conocer a Gil y conocerse, pero Lagoona prefiere encontrar alguna manera de hacer que él se fije en ella. Luego, Lagoona se registró en un torneo de Casketball para impresionar a Gil, pero él no se fijó en ella en absoluto. Lagoona luego le pidió a Frankie que le diera un impulso eléctrico con la esperanza de agradarle a Gil. Sin embargo, las cosas salen mal cuando demasiados ataques a Lagoona hicieron que arruinara el torneo. Lagoona luego se disculpó con Frankie y decidió ir a encontrarse con Gil, a la antigua usanza. |              |                                                         |                           |                                                                          |                 |                      |
| 24a (1) | 24a          | «Fresh Waters Run Deep» «Aguas profundas»               | 23 de octubre de 2023     | 8 de abril de 2024 (México)22 de abril de 2024 (Resto de Latinoamérica)  | 124A            | [ 22 ]               |
| Lagoona y Gil han ido desarrollando sus sentimientos el uno por el otro. Pero entonces, Frankie notó una imagen de lo que parece ser el talismán del monstruo marino, que es el último talismán que necesitan para traer de vuelta a la madre de Clawdeen. Lagoona comienza a tener sentimientos encontrados cuando se da cuenta de que los monstruos de agua dulce han robado el Talismán y, para demostrar que puede que no sea un Talismán, Gil desafió a su primo, el actual campeón de las Guerras del Agua. La noche siguiente, Gil estuvo a punto de aceptar el desafío, pero luego decidió que Lagoona debería aceptarlo, porque admite que realmente es un Talismán y le pidió disculpas por lo que sus antepasados habían hecho años atrás. Después de que Lagoona ganó el desafío y obtuvo el Talismán, la tripulación abucheo ahora está un paso más cerca de traer de vuelta a la madre de Clawdeen. |              |                                                         |                           |                                                                          |                 |                      |
| 24b (2) | 24b          | «Sew Fierce» «Moda feroz»                               | 24 de octubre de 2023     | 9 de abril de 2024 (México)23 de abril de 2024 (Resto de Latinoamérica)  | 124B            | 0.15                 |
| Mientras Frankie juega a buscar con Watzie y Mortimer, conocen a Skelita, una chica esqueleto fashionista de Hexico. Skelita quiere diseñar su ropa para el concurso de moda en honor a su abuela, y Frankie ha decidido ayudarla. Mientras tanto, Monster High de alguna manera se está calentando, ya que el calor está empezando a quemar toda la escuela. Luego, Watzie tomó la ropa de Skelita hasta el subsuelo donde Skelita y Frankie vieron la causa del calor: Mortimer ardiendo bajo Monster High. Skelita y Frankie ahora se han dado cuenta de que tomaron por error la tela favorita de Mortimer y se la devolvieron, enfriando finalmente Monster High. Skelita tiene una nueva idea sobre cómo diseñar su propia ropa para poder ganar el concurso, con la ayuda de Frankie. |              |                                                         |                           |                                                                          |                 |                      |
| 25a (1) | 25a          | «Witchful Thinking» «La prueba de brujas»               | 25 de octubre de 2023     | 10 de abril de 2024 (México)24 de abril de 2024 (Resto de Latinoamérica) | 125A            | 0.12                 |
| Draculaura está tratando de postularse para el campamento de brujería lanzando un hechizo que es único para ella mientras el resto del equipo de abucheos planifica el próximo evento Monster Ball. Sin embargo, la directora sin cabeza Bloodgood instaló una aplicación que detecta brujería, y Draculaura debe evitar que la atrapen o será expulsada. Mientras intentaba hacer su brujería única nuevamente para hacer que un cristal brillara, Draculaura se distraía haciendo todas las cosas de monstruos con el equipo de abucheos. Luego, cuando Draculaura lanza accidentalmente un hechizo de agujero negro que se traga a Clawdeen y Frankie, los salva haciendo su brujería única, haciendo que el cristal brille y registrándose oficialmente en el campamento de brujería. |              |                                                         |                           |                                                                          |                 |                      |
| 25b (2) | 25b          | «Monster Match» «Monstruo invitación»                   | 26 de octubre de 2023     | 11 de abril de 2024 (México)25 de abril de 2024 (Resto de Latinoamérica) | 125B            | 0.12                 |
| El evento Monster Ball ya casi está aquí, y Frankie quiere invitar a Cleo a salir en dicho evento para poder tener un Monster Match con ella, en el que un Monster Match es donde dos monstruos desarrollan sentimientos el uno por el otro y se convierten en pareja. Pero entonces, Deuce apareció y le pidió a Frankie que fuera al Monster Ball, a lo que Frankie dijo que sí, pero no estaban seguros de qué iban a hacer al respecto. Sin embargo, finalmente siguieron el consejo de Clawdeen y Draculaura y le dijeron a Deuce la verdad entre ellos y Cleo, y luego Deuce comprende. De repente, Cleo hizo su video sobre su encuentro con Autumn Patch en un restaurante, y Frankie debe ir allí para invitar a salir a Cleo antes de que lo haga Deuce. |              |                                                         |                           |                                                                          |                 |                      |
| 26 | 26           | «The Monster Way» «Estilo monstruoso»                   | 8 de diciembre de 2023    | 12 de abril de 2024 (México)26 de abril de 2024 (Resto de Latinoamérica) | 126             | 0.16                 |
| Parte uno: Se acabó la escuela y todos los monstruos se están preparando para el Monster Ball. El equipo Boo ha llegado al Monster Ball con todos sus talismanes, mientras todos los demás monstruos se divierten. Luego, después de la llegada de Apolo, se produce el eclipse de Luna de sangre y el Equipo Boo está tratando de abrir el portal para traer de vuelta a Selena Wolf. Sin embargo, Catarina interrumpió el ritual y poseyó el talismán de todos los monstruos para robar el poder de los talismanes y convertirse en la gobernante más poderosa de todos los monstruos del mundo, y luego atrapó el equipo Boo en las catacumbas. Parte dos: Draculaura lanzó un hechizo para sacarlos a todos de allí, entonces Frankie recordó que sólo hay un talismán que puede neutralizar el talismán totalmente monstruoso de Catarina, es el talismán humano. Mientras el resto del equipo Boo evadió a los otros monstruos poseídos por Catarina a través de una transmisión en vivo, Frankie, Draculaura, Clawd y Apollo encontraron el talismán totalmente humano, que está atrapado en la puerta principal de la residencia Wolf. Después de eso, Clawdeen y Toralei finalmente hicieron las paces entre sí, y luego Clawdeen le dio a Toralei el talismán de hombre criatura mientras Clawdeen usa el talismán totalmente humano para detener a Catarina, la propia madre de Toralei. La batalla final contra Catarina ha comenzado y todos los Equipo Boo están usando sus talismanes para neutralizar el talismán de todos los monstruos. De repente, Catarina capturó a Apolo y trató de convertirlo en una piedra con poder de gorgona. Sin embargo, Clawdeen se sacrificó para proteger a su padre y finalmente quitarle todo el poder a Catarina, derrotándola en un proceso. Después de devolverle la vida a Clawdeen, Boo Crew finalmente abrió el portal y Selena regresó para reunirse con su familia. Después de eso, Selena bajó del trono y Clawdeen se convirtió en el nuevo gobernante de todos los hombres criaturas por salvar a todos en Monster High. La directora sin cabeza Bloodgood vio a Draculaura haciendo brujería. En lugar de expulsarla, Bloodgood hizo una excepción y hará todo lo posible para levantar la regla de "no brujería" desde que Draculaura la salvó de ser poseída. Luego, Equipo Boo celebra en Monster Ball y la familia Wolf finalmente disfrutará de cenar juntos con Toralei uniéndose. El final del capítulo de Clawdeen es el comienzo de otro como el nuevo gobernante de todos los hombres criaturas. |              |                                                         |                           |                                                                          |                 |                      |

### Temporada 2: 2024
| N.º en serie | N.º en temp. | Título                                                                      | Fecha de emisión original | Fecha de emisión en Latinoamérica                                                                                   | Código de prod. | Audiencia (millones) |
| --- | ------------ | --------------------------------------------------------------------------- | ------------------------- | --- | --------------- | -------------------- |
| 27 | 1            | «Rule School» «Gobernando la escuela»                                       | 11 de marzo de 2024       | 1 de julio de 2024 (México)12 de agosto de 2024 (Resto de Latinoamérica)                                            | 201             | 0.14                 |
| Después de su coronación, Clawdeen iba a comenzar su nuevo semestre en Monster High con la tripulación Boo. Sin embargo, desde que se convirtió en la nueva Wereruler, las cosas han cambiado cuando su nuevo asistente, Foxford, le asigna las tareas de Wereruler para que las firme, incluidos los intentos fallidos de Romulus de derrotarla por el título de Wereruler, lo que hace que Clawdeen pase menos tiempo con la tripulación Boo. Luego, hubo una disputa entre Whiskerene y Whiskerbeth, los dos alcaldes de West Furham y East Furham que se culpaban mutuamente por la pérdida de sus estatuas. Cuando Clawdeen sugirió que sus respectivos reinos deberían unirse, Whiskerene y Whiskerbeth decidieron luchar entre sí por el gobierno de todo el reino de Furham, aunque Clawdeen estaba en contra de esa idea y preferiría descubrir cómo resolver ese problema sin violencia. Después de leer la historia de West y East Furham, Clawdeen intentó que Whiskerene y Whiskerbeth se conocieran mejor, pero fue en vano ya que continuaron luchando entre sí. Luego tuvo una charla de ánimo con su madre, Selena, y Clawdeen le explicó que ser el hombre gobernante es más difícil de lo que pensaba, especialmente después de conocer a los hombres criaturas que nunca conoció y crear nuevos problemas. Luego, Selena le da el consejo de que Clawdeen debe confiar en sus instintos humanos y liderar. Luego, Clawdeen ve que Toralei y Romulus tienen una disputa sobre qué cena deberían cenar, y cuando lo someten a votación, Clawdeen ahora tiene una solución para resolver el problema de Furham. De vuelta en Furrball Hall, Clawdeen transmitió por todo Monster High y anunció su retiro como Wereruler y cada monstruo debe votar por una Werecreature legítima para convertirse en el nuevo Wereruler. Luego, Clawdeen le da las llaves de Foxford y finalmente pasó un tiempo con Frankie y Draculaura para comenzar su nuevo semestre juntos. Sin que Clawdeen lo sepa, resulta que fue Foxford quien robó las estatuas de West y East Furham en un intento de desgastarla como Wereruler. |              |                                                                             |                           | |                 |                      |
| 28a (1) | 2a           | «New Witch in Town» «Nueva bruja en la ciudad»                              | 12 de marzo de 2024       | 2 de julio de 2024 (México)13 de agosto de 2024 (Resto de Latinoamérica)                                            | 202A            | —                    |
| Después de hablar con su amiga bruja por teléfono, la directora sin cabeza Bloodgood advirtió a Draculaura que, aunque la brujería estaba permitida, ninguna bruja humana jamás pondría un pie en Monster High. Luego, mientras Draculaura estaba haciendo brujería para ayudar a sus compañeros monstruos, hubo otra brujería que salió mal, y Bloodgood cree que Draculaura fue responsable de ese desastre. Bloodgood luego le advierte que el superintendente Slugerson vendrá a controlar Monster High, y si detecta una brujería, toda la brujería será prohibida para siempre. Draculaura luego conoce a Skelita, la que intentó hacer brujería como ella. Durante el entrenamiento de brujería, Skelita accidentalmente lanza un hechizo que hizo que la tripulación Boo flotara indefinidamente. Ahora, Draculaura y Skelita deben descubrir cómo deshacer ese hechizo antes de que llegue Slugerson. |              |                                                                             |                           | |                 |                      |
| 28b (2) | 2b           | «Play It Again, Clawd» «Repítelo, Clawd»                                    | 12 de marzo de 2024       | 2 de julio de 2024 (México)13 de agosto de 2024 (Resto de Latinoamérica)                                            | 202B            | —                    |
| Ha llegado el viernes 13 y Clawd planea celebrar ese desafortunado día con Selena. Sin embargo, Clawdeen y Apollo interrumpieron el día de Clawd y terminó en un desastre. Luego, Clawd se despierta esa misma mañana pensando que estaba teniendo una pesadilla. Intentó celebrar con Selena nuevamente, pero las cosas salen mal cuando Clawdeen y Apollo vuelven a interrumpir. Clawd se despierta de nuevo y resulta que está en un bucle temporal, aunque no se da cuenta de que le sigue picando un bicho que le hace retroceder en el tiempo cada vez que el viernes 13 no sale según lo previsto. Clawd está tratando de descubrir cómo detener el bucle temporal para que él y su madre puedan celebrar el viernes 13 solos. En un último bucle temporal, su familia se enteró del error del tiempo en el hombro de Clawd, y como él los metió en ese lío, todos deben detener el error para finalmente celebrar el viernes 13. |              |                                                                             |                           | |                 |                      |
| 29a (1) | 3a           | «Mummy in the Mirror» «Momia en el espejo»                                  | 13 de marzo de 2024       | 3 de julio de 2024 (México)14 de agosto de 2024 (Resto de Latinoamérica)                                            | 203A            | —                    |
| Cleo está obteniendo menos vistas después de subir su vídeo con la ayuda de Frankie. Sin embargo, después de leer uno de los comentarios, Cleo fue a la tumba antigua y descubre un espejo mágico donde su espejo cambió de lugar con ella para obtener más vistas en su cuenta "Eek Tok". Pero resulta que el yo espejo de Cleo está subiendo videos sobre ella criticando a sus compañeros monstruos, y luego atrapa a la verdadera Cleo detrás del espejo. Ahora, Cleo necesita la ayuda de Frankie para traerla de regreso al mundo real y poner su yo espejo detrás del espejo al que pertenece, incluso si eso significa eliminar su cuenta de Eek Tok para hacer que su yo espejo pierda su popularidad. |              |                                                                             |                           | |                 |                      |
| 29b (2) | 3b           | «How to Scare a Banshee» «Cómo asustar a una Banshee»                       | 13 de marzo de 2024       | 3 de julio de 2024 (México)14 de agosto de 2024 (Resto de Latinoamérica)                                            | 203B            | —                    |
| La señora O'Shriek ha perdido su chillido y no puede hablar más alto. La directora sin cabeza Bloodgood luego anuncia una competencia en la que, para que la Sra. O'Shriek recupere su grito, el monstruo ganador que la asuste ganará un trofeo. Muchos monstruos lo han intentado, pero ninguno logró asustarla. Clawd está decidido a ganar el concurso asustando a la señora O'Shriek, pero también lo hace Draculaura, en el que Clawd y Draculaura compiten entre sí para ver quién asustará primero a la señora O'Shriek. Sin embargo, pronto dejaron de lado su competencia entre ellos y decidieron que deberían asustar a la Sra. O'Shriek juntos, con la ayuda de la tripulación Boo. |              |                                                                             |                           | |                 |                      |
| 30a (1) | 4a           | «So Chill» «Servicial»                                                      | 14 de marzo de 2024       | 4 de julio de 2024 (México)15 de agosto de 2024 (Resto de Latinoamérica)                                            | 204A            | —                    |
| Abbey y Clawdeen estaban a punto de trabajar en su proyecto para su presentación en la clase del Sr. Mothmanson, pero los deberes de Wereruler de Clawdeen la hicieron olvidar los carteles de su tarea. Cuando Abbey se estresó por su proyecto inacabado, accidentalmente congela a Clawdeen y no sabe cómo descongelarla, ya que Abbey escondió a Clawdeen congelado en la habitación del conserje. Luego, Abbey congeló accidentalmente a Draculaura, Heath, Goobert y Deuce cuando seguían preguntándole sobre Clawdeen, lo que la estresó. Sin otra opción, llama a su madre, Tundra, para pedirle ayuda y descongelar al tripulación Boo para que puedan hacer su presentación a tiempo. |              |                                                                             |                           | |                 |                      |
| 30b (2) | 4b           | «Mixed Up Meowlody» «Melodía de catacumba»                                  | 18 de marzo de 2024       | 4 de julio de 2024 (México)15 de agosto de 2024 (Resto de Latinoamérica)                                            | 204B            | 0.10                 |
| Los Hissfits iban a ensayar para su próximo concierto, pero Toralei está ocupado y no puede actuar, por lo que Purrsephone y Meowlody tendrán que actuar solos. Purrsephone le encargó a Meowlody que buscara ayuda con el equipo de su banda, aunque no era lo que Purrsephone esperaba. Más tarde, Meowlody le dijo a Purrsephone que su próxima actuación será en las catacumbas e invitó a la tripulación Boo a ver su concierto. Mientras los gemelos interpretaban su nueva canción, su música a todo volumen resonó por todas las catacumbas, despertando a los rastreadores de las catacumbas que les hicieron destruir el concierto. Ahora, los gemelos deben alejar a los rastreadores de las catacumbas del concierto para poder terminar su actuación. |              |                                                                             |                           | |                 |                      |
| 31 | 5            | «The Haunted Sand Castle Caper» «El castillo de arena embrujado»            | 19 de marzo de 2024       | 5 de julio de 2024 (México)16 de agosto de 2024 (Resto de Latinoamérica)                                            | 205             | 0.11                 |
| La tripulación Boo está de vacaciones en el hotel de Drácula en el Triángulo de las Bermudas, donde Drácula organiza el concurso "Castillo de arena Encantado", seguido del respaldo. Al mismo tiempo, Lagoona está grabando un vídeo sobre la elección de Wereruler con los candidatos. Sin embargo, la noche siguiente, alguien destruyó el castillo de arena de Romulus y cada monstruo es sospechoso en la escena del crimen. Drácula le encarga a Clawdeen, como Wereruler, que investigue y descubra al verdadero culpable, y Clawdeen recibe ayuda con la tripulación Boo. Luego señalaron a los cuatro sospechosos: Whiskerene, Whiskerbeth, Bearon y Selena, aunque Clawdeen no cree que su propia madre lo haya hecho. Después de investigar sin éxito, Clawdeen piensa que el culpable es Romulus, el que destruyó su propio castillo sólo para poder ganar la elección de Weregobernar. Pero luego, la maldición del Triángulo de las Bermudas transportó a Clawdeen a otro lugar de la isla, donde descubrió una entrada secreta que solo puede abrirse con una corona de Weregobernante. Clawdeen luego se encuentra con el fantasma del primer Wereruler, quien se dio cuenta de que una vez cometió un error cuando los hombres criaturas lucharon por el título de Wereruler durante generaciones. Resulta que Clawdeen es la primera criatura que resuelve el problema sin violencia, con las elecciones, y ahora sabe lo que debe hacer. Clawdeen confesó a Boo Crew que mientras investigaban, ella les ocultó la evidencia, y esa evidencia era la huella de la mano de Selena junto al castillo de arena destruido de Romulus. Boo Crew la perdonó y Lagoona grabó un video que mostraba a Selena sonámbula mientras robaba los mangos. Después de que se resolvió el caso, Drácula respaldó al nuevo hombre gobernante, Foxford, otorgándole el colmillo de hombre criatura. Luego, la tripulación Boo celebró en la playa haciendo el baile del limbo. Pero, sin que los otros monstruos lo supieran, resulta que Foxford era el verdadero culpable al disfrazarse de Selena para robar los mangos y destruir el castillo de arena de Romulus. Luego se disfrazó de Drácula para robar un objeto valioso de la bóveda de Drácula y planea continuar con sus nefastos planes. |              |                                                                             |                           | |                 |                      |
| 32a (1) | 6a           | «Fangs for the Memories» «Colmi-Memorias»                                   | 20 de marzo de 2024       | 19 de agosto de 2024                                                                                                | 206A            | 0.12                 |
| A Draculaura se le dio la clave de los deseos del corazón, que luego los transportó a ella y a Heath al pasado cuando eran niños. Mientras intentaba descubrir cómo volver al presente, recibió una llamada y le informaron que la única forma de regresar es abrir la puerta de cualquiera de las habitaciones del hotel. Después de entrar a la habitación, abrieron la misma puerta con la esperanza de regresar, pero siguen terminando en diferentes dimensiones. Luego, Heath decidió jugar "Hot Potato" con una pelota de playa, y Draculaura luego descubrió cómo regresar y reunirse con la tripulación Boo: Draculaura y Heath deben revivir sus recuerdos cuando eran niños jugando "Patata caliente". , y luego tomar una foto, tal como Draculaura se tomó una foto en ese entonces. |              |                                                                             |                           | |                 |                      |
| 32b (2) | 6b           | «Two-riffic» «Dos de Una»                                                   | 21 de marzo de 2024       | 19 de agosto de 2024                                                                                                | 206B            | —                    |
| Es la última noche de las vacaciones en el Triángulo de las Bermudas, y Clawdeen tiene un dilema: puede pasar el rato con la tripulación Boo para ver el amanecer número 1.000 anual o pasar el rato con Venus McFlytrap para ver florecer la flor Moonsie. Entonces, Clawdeen tuvo una idea: se dividió en dos Clawdeen para hacer ambas cosas. Sin embargo, eso también dividió sus dos personalidades: un Clawdeen que es inteligente y el otro Clawdeen que es tonto. Y para empeorar las cosas, la inteligente Clawdeen le complicó las palabras a Venus mientras la tonta de Clawdeen atrapaba a Boo Crew en las arenas movedizas. Sin otra opción, la inteligente Clawdeen tendrá que fusionarse con su versión tonta nuevamente para que Venus pueda descubrir cómo salvar a Boo Crew de ser devorado por Snackasaur. |              |                                                                             |                           | |                 |                      |
| 33a (1) | 7a           | «Monster High-jinks» «La escuela te escucha»                                | 25 de marzo de 2024       | 20 de agosto de 2024                                                                                                | 207A            | —                    |
| Es el Día de los Padres en Monster High, y todos los estudiantes monstruosos pueden pasar su tiempo con sus respectivos padres, excepto Toralei, quien estaba desanimado porque Catarina nunca tuvo tiempo con ella. Y para empeorar las cosas, Monster High está siendo maldecida con travesuras que ponen todo patas arriba para los monstruos y sus respectivos padres. Sin embargo, durante su charla con el entrenador Thunderbird, Toralei descubrió que cada vez que se siente sola sin Catarina, toda la escuela se arruina. Ahora, Toralei debe descubrir cómo sentirse mejor y detener las travesuras en Monster High, cantando su canción mientras toca un piano roto en una sala de música. |              |                                                                             |                           | |                 |                      |
| 33b (2) | 7b           | «Vamps Just Wanna Have Fun» «Las Vampiresas se quieren divertir»            | 26 de marzo de 2024       | 20 de agosto de 2024                                                                                                | 207B            | 0.10                 |
| La madre de Draculaura, Fang Wei, ha venido a Monster High a visitarla. Luego, después de que Draculaura le mostró sus cosas a Fang Wei, hubo una rivalidad entre la madre de Deuce, Medusa, y Fang Wei, quienes se enfrentan entre sí. La directora sin cabeza Bloodgood les cuenta a Draculaura, Deuce y sus respectivas madres que compiten entre sí en lugar de divertirse, lo cual fue hace años en el pasado, por lo que llegaron a un acuerdo de que debían perder para divertirse. El concurso "Estudiante más uno" está en marcha, y durante esa competencia, Clawdeen y Frankie descubren que Draculaura y Fang Wei están perdiendo a propósito, lo cual, para ellos, eso no es lo que significa divertirse. Antes del juego final, Draculaura y Fang Wei se disculparon por no entender cómo divertirse, y lo mismo ocurre con Deuce y Medusa. Ahora, los Vampiros y las Gorgonas deben atravesar el laberinto de espinas para ver quién llega primero a la meta mientras se divierten al mismo tiempo. |              |                                                                             |                           | |                 |                      |
| 34a (1) | 8a           | «The Babysitters' Crypt» «La Cripta Guardería»                              | 1 de octubre de 2024      | 21 de agosto de 2024                                                                                                | 208A            | —                    |
| Mientras Cleo y Nefera les encargan el cuidado de un pequeño monstruo, las reglas de Clawd son no perder niños ni dejar desastres. Mientras él cuida a un bebé Kraken, las Hermanas De Nile van a cuidar a los hermanitos de Romulus: Fuzz, Yap y Furr-Edrick. Nefera dice estar a cargo del cuidado de los niños mientras le enseña a Cleo una lección sobre cómo hacerlo, pero se pone celosa cuando Cleo, sorprendentemente, lo hace mejor. Entonces, las hermanas De Nile notan la desaparición de Fuzz y descubren que está atrapado dentro de la caja sorpresa embrujada. Ahora, deben entrar en la caja sorpresa y trabajar juntas como niñeras para traer a Fuzz de vuelta. |              |                                                                             |                           | |                 |                      |
| 34b (2) | 8b           | «Humans in High School» «Humanos en Monster High»                           | 1 de octubre de 2024      | 21 de agosto de 2024                                                                                                | 208B            | —                    |
| Barkimedes está emocionado porque su amigo humano, Buddy, visita Monster High para celebrar una fiesta con Twyla, Lagoona y Manny. Luego juegan a un juego de mesa llamado "Humanos en el Instituto" (que es como una versión moderna de "Calabozos y Dragones"), donde interpretan a los humanos: Barkimedes como "Archie", Lagoona como "Lydia", Manny como "Mandrew" y Buddy como él mismo, aunque a Buddy no le gustó la idea. Durante el juego, usan sus poderes humanos para competir a ver quién se queda con la cafetera en un centro comercial. Sin embargo, a Buddy le irrita que Barkimedes se haya equivocado con la información sobre los humanos, y la Banda Boo se siente culpable. La Banda Boo decide entonces corregir el error y colaborar con Buddy para superar el juego y aprender más sobre la vida humana. |              |                                                                             |                           | |                 |                      |
| 35a (1) | 9a           | «Dawn of the Dread» «Amiga Ansiedad»                                        | 2 de octubre de 2024      | 22 de agosto de 2024                                                                                                | 209A            | —                    |
| Ghoulia está empezando a ponerse ansiosa después del día del examen, por lo que Lagoona le sugirió que hiciera una cita con el Dr. C. De repente, se encontró con un monstruo cerebral, que en realidad es su ansiedad. Ghoulia intentó todo para deshacerse de su ansiedad con la ayuda de Boo Crew, pero fue en vano ya que su ansiedad está empeorando las situaciones. Luego, después de leer un libro sobre un árbol que puede deshacerse de cualquier cosa, Ghoulia llevó su ansiedad hasta ese árbol para deshacerse de ella para siempre. Sin embargo, Ghoulia ahora se dio cuenta de que necesita su ansiedad más que nunca para que puedan resolver sus problemas juntos. Ghoulia y su ansiedad decidieron ir a su cita con el Dr. C antes de que lleguen tarde. |              |                                                                             |                           | |                 |                      |
| 35b (2) | 9b           | «Frankie Patrol» «Patrulla Frankie»                                         | 2 de octubre de 2024      | 22 de agosto de 2024                                                                                                | 209B            | —                    |
| Frankie ha inventado un robot recién construido llamado "Brush Brush", pero luego el robot se volvió loco y tuvieron que apagarlo. Los padres de Frankie, Victor y Mary, vinieron a visitarlos y, preocupados por la seguridad de Frankie, los Steins decidieron reconstruir Brush Brush con nuevas adaptaciones para mantenerlos a salvo. Pero las cosas empeoraron cuando Brush Brush estaba a punto de atacar a Watzie, justo antes de que Frankie lo apagara nuevamente. Los Steins luego convirtieron a Brush Brush en un robot gigante que se parece a Frankie, y se tragó a Frankie y a sus padres. Luego, después de que el robot gigante se tragara a Cleo y Deuce, Frankie tuvo suficiente y se defendieron apagando el robot y diciéndoles a sus padres que no se preocuparan demasiado por ellos y que podían estar a salvo sin ningún dispositivo de seguridad. |              |                                                                             |                           | |                 |                      |
| 36a (1) | 10a          | «The Deuce Date» «La cita de Deuce»                                         | 3 de octubre de 2024      | 23 de agosto de 2024                                                                                                | 210A            | —                    |
| Es la Noche de las Bestias del Corazón en Monster High, y cada par de monstruos recibe dos corazones para demostrar que se aman. Sin embargo, Heath y Lagoona notaron que Deuce estaba solo en las catacumbas, piensan que está triste porque tal vez nunca obtenga un corazón para la Noche de las Bestias del Corazón. Planearon una cena para que Deuce invitara a alguien que le gustara, pero no salió como estaba planeado cuando él y sus serpientes cenaron. Luego planearon una noche de película para Deuce y alguien especial, pero en cambio, invitó a todos los monstruos, que no es lo que tenían en mente. Luego, Heath y Lagoona discutieron sobre quién puede hacer que Deuce salga con alguien, pero Deuce detuvo eso y explicó que no necesita nada romántico, solo quería pasar un buen rato con sus amigos monstruos. |              |                                                                             |                           | |                 |                      |
| 36b (2) | 10b          | «Big Paw, Little Paw» «La Gran Garra - Pequeña Garra»                       | 3 de octubre de 2024      | 23 de agosto de 2024                                                                                                | 210B            | —                    |
| Toralei convocó a la reunión "Big Paw, Little Paw", donde los hombres-criatura de Monster High se emparejan con los hombres-criatura de Monster Middle y hacen algunas actividades juntos. Mousecedes se empareja con Pawl, Barkimedes se empareja con Pawla, Clawdeen se empareja con Bunny Erikson y Toralei se empareja con Hisstina, aunque Toralei tiene un mal presentimiento sobre esto. Mientras que los otros hombres-criatura están realizando sus actividades con éxito, como tomar el té, hacer pulseras de la amistad y pintar un mural, Toralei siente que no está haciendo un buen trabajo como mentora de Hisstina mientras intenta hacer todo como lo había planeado. Sin embargo, después de una charla motivadora con Clawdeen, Toralei ahora se da cuenta de lo que debe hacer para ser la mentora de Hisstina correctamente, haciendo lo que los hombres-gato originalmente hacen: hacer un desastre. |              |                                                                             |                           | |                 |                      |
| 37a (1) | 11a          | «Ghoulishly Ghoulma» «La despedida de Ghoulma»                              | 7 de octubre de 2024      | 21 de octubre de 2024 (México)11 de noviembre de 2024 (Resto de Latinoamérica)                                      | 211A            | —                    |
| Spectra va a la cabaña abandonada en el mundo humano para visitar a su abuela, "Ghoulma Vondergeist", pero pronto se entera de que Ghoulma se jubila. Cuando dos adolescentes humanos llegan junto con un famoso e intrépido cazador de fantasmas, Spectra comienza a sabotear el refugio familiar para que Ghoulma no se jubile. Sin embargo, ese sabotaje dejó a Ghoulma atrapada en una pintura donde ningún fantasma puede entrar o salir. Spectra se sintió muy mal por esa situación, por lo que llamó a la tripulación Boo para pedir ayuda con el fin de asustar al intrépido cazador de fantasmas, desactivar el campo de fuerza alrededor de la pintura y salvar a su Ghoulma. |              |                                                                             |                           | |                 |                      |
| 37b (2) | 11b          | «Gil to the Rescue» «Gil al rescate»                                        | 7 de octubre de 2024      | 22 de octubre de 2024 (México)12 de noviembre de 2024 (Resto de Latinoamérica)                                      | 211B            | —                    |
| Mientras leía los cómics de superhéroes, Gil deseaba poder convertirse en un superhéroe, por lo que le pidió a Skelita que diseñara un traje de superhéroe solo para él y se convirtió en un nuevo superhéroe llamado "Cobalt Kid". Como Cobalt Kid, Gil ha hecho muchas buenas acciones. Skelita descubrió rápidamente que Gil es Cobalt Kid y le advirtió que no se apoderara de su poder, hasta que la directora sin cabeza Bloodgood le encargó a "Cobalt Kid" que castigara a cualquier monstruo por romper cualquier regla. Sin embargo, un grupo de Trash Goblins está atacando a Bloodgood, y Gil debe hacer lo correcto para salvar a Monster High, sin su traje de superhéroe, incluso si eso significa exponer su identidad secreta a todos los monstruos. |              |                                                                             |                           | |                 |                      |
| 38a (1) | 12a          | «Oh Rats» «¡Oh, ratas!»                                                     | 8 de octubre de 2024      | 23 de octubre de 2024 (México)13 de noviembre de 2024 (Resto de Latinoamérica)                                      | 212A            | —                    |
| Deuce organiza el Pet Scare fuera de Monster High, donde todos los monstruos traen a sus respectivas mascotas para su presentación con su rata mascota "Perseo". De repente, las hermanas de Deuce, Eurayle y Stheno, vinieron a ver su presentación, solo para decirle que Perseo tiene miedo escénico y no puede participar. Ignorando la advertencia de sus hermanas, Deuce encontró un reemplazo de las Catacumbas, un "Ratticus Mimicus", que hizo que copiara los poderes de cada monstruo y causara estragos en Monster High. Sin otra opción, Deuce necesita la ayuda de sus hermanas y Perseo para detener el caos causado por esa Rata Copiadora. |              |                                                                             |                           | |                 |                      |
| 38b (2) | 12b          | «Fired Up» «En llamas»                                                      | 8 de octubre de 2024      | 24 de octubre de 2024 (México)14 de noviembre de 2024 (Resto de Latinoamérica)                                      | 212B            | —                    |
| Heath está a punto de estar listo para presentar su proyecto de Ciencia del Clima. De repente, Jinafire Long apareció como una nueva estudiante de Monster High, y ella puede controlar el clima. Sintiéndose celoso, Heath tomó el "consejo" de las serpientes de Deuce, Envy y Pride, para hacer que su activismo climático fuera mejor que el de Jinafire. Luego, Heath se irritó cuando vio que su proyecto de termostato estaba empapado por Jinafire, por lo que rediseñó su proyecto de termostato para que hirviera como la lava. Desafortunadamente, eso provocó que toda Monster High literalmente se pusiera a hervir cuando la lava comenzó a subir desde abajo. Sintiéndose mal por lo que hizo después de que Abbey le contara lo que Jinafire realmente hizo para ayudar, Heath obtuvo la ayuda de ella y Jinafire para evitar que la lava derritiera a Monster High hasta el suelo. |              |                                                                             |                           | |                 |                      |
| 39 | 13           | «The Shapeshiftian Candidate» «El candidato cambia formas»                  | 9 de octubre de 2024      | 25 de octubre de 2024 (México)15 de noviembre de 2024 (Resto de Latinoamérica)                                      | 213             | —                    |
| Clawdeen está preocupada porque la elección de Wereruler no está yendo bien. Sin embargo, recibió un mensaje de texto de una famosa ídolo de monstruos llamada "Catty Noir", quien aceptó que ella realizaría el concierto electoral para que los monstruos votaran por el legítimo Wereruler de manera justa. Pero, durante la gira en Monster High con Catty Noir, Clawdeen recibió una llamada de Selena que le dice que se retirará de las elecciones, y cuando Clawdeen esperaba un hombre gobernante legítimo que no sea egoísta y que pueda tomar decisiones justas, Romulus se desencadena cuando ella piensa que él es egoísta como candidato. Mientras tanto, el poder de Foxford para cambiar de forma se está saliendo de control, hasta que descubrió cómo puede permanecer en su forma actual gracias al libro que leyó. Mientras la tripulación Boo se prepara para que Catty Noir actúe en un concierto, Clawdeen ve a Romulus saboteando los servicios de Eek-Tok con un dispositivo de interferencia, y cuando lo alcanza, otra Clawdeen aparece de la nada y usa su ballena de peluche para crear un portal y succionar a Clawdeen y Romulus a otra dimensión donde se encuentran con un troll gigante. Mientras intentaban salir de allí, se encontraron con el verdadero Foxford, que pasa días atrapado en esa dimensión y no confía en ninguno de estos hombres lobo. Mientras tanto, la cambiaformas que se hace pasar por Clawdeen anunció que se postula para Wereruler y que hará algunos cambios cuando sea elegida. Frankie y Draculaura descubrieron que la Clawdeen que conocieron es una impostora y la persiguen para exponer a esa impostora, con Lagoona siguiéndola mientras graba una cámara. En otro lugar, Clawdeen y Romulus discutieron sobre ser un legítimo Wereruler, hasta que confesó que saboteó las elecciones porque Catarina lo estaba presionando y quería defenderse, por lo que se postula para Wereruler. Ahora que resolvieron sus diferencias, Clawdeen y Romulus, junto con Foxford, trabajaron juntos para distraer al Troll y regresaron a Monster High, lo que expuso a la impostora Clawdeen como una cambiaformas, que luego se escapa. Luego, Catty Noir realizó el concierto de elección con una canción, luego de que Barkimedes se convirtiera en un candidato sorpresa para Wereruler. Aunque el concierto fue un éxito y el equipo Boo lo desconocía, se reveló que la directora sin cabeza Bloodgood está atrapada en otra dimensión mientras que el cambiaformas todavía está en Monster High, haciéndose pasar por Bloodgood.                                                                                                   |              |                                                                             |                           | |                 |                      |
| 40a (1) | 14a          | «Codex Come Back» «El retorno del Codex»                                    | 10 de octubre de 2024     | 28 de octubre de 2024 (México)18 de noviembre de 2024 (Resto de Latinoamérica)                                      | 214A            | —                    |
| Draculaura está impresionada por la última brujería de Yi-Ling que hizo que el gato de Yi-Ling se olvidara de qué bocadillo para gatos se comió. Pero cuando Codex escucha a Draculaura decir que quería ese nuevo libro de hechizos, se siente ofendido y abandona Monster High hasta la biblioteca del Mundo Humano. Draculaura se siente fatal por lo que dijo, así que Clawdeen y Clawd la ayudan a encontrar a Codex. Sin embargo, al intentar mantener un perfil bajo, Draculaura lanza accidentalmente un hechizo sobre los Hermanos Lobo que borra sus recuerdos. Después de que Codex lanza un hechizo para congelar el tiempo, Draculaura se sincera y se disculpa con él al darse cuenta de que lo necesita más que nunca, como su libro de hechizos favorito. |              |                                                                             |                           | |                 |                      |
| 40b (2) | 14b          | «Officially Complicated» «Oficialmente complicado»                          | 10 de octubre de 2024     | 29 de octubre de 2024 (México)19 de noviembre de 2024 (Resto de Latinoamérica)                                      | 214B            | —                    |
| Lagoona y Gil están planeando tomarse una foto para poder convertirse en una pareja oficial en Eek-Tok. Pero luego, Lagoona recibió un mensaje de su exnovio fantasmal, Wailon, y cuando intentó eliminar ese mensaje de su cuenta de Eek-Tok, presionó "Invocación directa" por error y él regresó para "atormentarla". Ghoulia notó que Lagoona masticaba y descubrió que Lagoona había estado evitando a Wailon e ignorando a Gil al mismo tiempo, pero en lugar de seguir el consejo de Ghoulia de decirle la verdad a Wailon, continúa tratando de alejarse de él. Finalmente, después de ser atrapada por Wailon, Lagoona debe decirle la verdad de que ha seguido adelante con Gil, su nuevo novio. |              |                                                                             |                           | |                 |                      |
| 41a (1) | 15a          | «Little Smoothie Shop of Horrors» «La pequeña tienda de batidos del horror» | 15 de octubre de 2024     | 30 de octubre de 2024 (México)20 de noviembre de 2024 (Resto de Latinoamérica)                                      | 215A            | —                    |
| Mientras vende los batidos en su Smoothie Shop, Venus ve a Nefera y Cleo vendiendo "Boo-rritos" al resto de los monstruos, y Venus cree que Nefera es un "monstruo jefe" que consiguió un trabajo fácil como ese. Venus luego intenta hacer lo que hizo Nefera y trabaja demasiado, pero luego se estresa por sus estudios y poliniza las plantas monstruosas accidentalmente para hacer que ataquen a Monster High. Nefera luego va a hablar con Venus sobre cómo se siente, a lo que Nefera luego le dice que ni siquiera ella podría haber hecho todo sola, ya que necesitaba la ayuda de su familia para terminar el trabajo y encuentra una manera de no estresarse. Venus ahora se da cuenta de lo que debe hacer: tiene que detener sus plantas polinizandolas, con la ayuda del equipo Boo. |              |                                                                             |                           | |                 |                      |
| 41b (2) | 15b          | «The Great Bat Detective» «La bati-investigación»                           | 15 de octubre de 2024     | 31 de octubre de 2024 (México)21 de noviembre de 2024 (Resto de Latinoamérica)                                      | 215B            | —                    |
| Clawdeen y Bunny están investigando las hojas marchitas que se encuentran esparcidas por todo el terreno de la escuela, hasta que descubren que Venus se está marchitando, y Bunny entonces se da cuenta de que debe encontrar una planta compañera que esté custodiada por los Murciélagos Bailarines para detener el marchitamiento de Venus. Mientras tanto, Draculaura y Deuce están tratando de encontrar las Goo-berries con la ayuda del Tater Tot viviente que una vez cobró vida por su brujería, aunque tuvieron que sobornarlo con condimentos. En otro lugar, Bunny se separó de Clawdeen y Venus, quienes luego fueron poseídas por los Murciélagos Bailarines que las obligaron a bailar infinitamente. Una vez, Clawdeen le dijo a Bunny que, a pesar de tener miedo de todo, tiene que ser valiente por sí sola y debe salvar a la tripulación Boo distrayendo a los Murciélagos Bailarines y obteniendo la planta compañera. |              |                                                                             |                           | |                 |                      |
| 42a (1) | 16a          | «You've Got Meow» «Tú tienes mi-au»                                         | 16 de octubre de 2024     | 28 de febrero de 2025 (Resto de Latinoamérica)3 de marzo de 2025 (México)                                           | 216A            | —                    |
| A Toralei le asignaron trabajar con Barkimedes en un proyecto escolar juntos tomando fotografías de las obras de arte en una aplicación recién instalada llamada "Monst-Art", pero preferiría hacer una publicación sobre ella misma, aunque recibió malos comentarios poco después. Sin embargo, recibió un buen comentario de un monstruo misterioso que la admiraba. Mientras tanto, Purrsephone y Meowlody están eliminando todos los materiales reciclables de los Duendes de la Basura y los arrojaron a los Duendes del Reciclaje para mantener limpia Monster High. Mientras sigue evitando a Barkimedes y su proyecto escolar, Toralei intenta averiguar quién es el admirador secreto, hasta que ella y Purrsephone descubren que hay algo entre Meowlody y Barkimedes, por lo que idean un plan para reunirlos para que Toralei pueda obtener todo el crédito. |              |                                                                             |                           | |                 |                      |
| 42b (2) | 16b          | «Finnegan Faces the Music» «Finnegan y la música»                           | 17 de octubre de 2024     | 24 de febrero de 2025 (México)3 de marzo de 2025 (Resto de Latinoamérica)                                           | 216B            | —                    |
| Finnegan está tratando de convertir su guitarra en un Master Trident, pero solo se transformó en un Trident normal, y no puede ir al concierto hasta que complete su entrenamiento. Ghoulia decide ayudarlo mientras graba con una cámara para su trabajo documental. Mientras tanto, "Headless Headmistress Bloodgood" asigna a todos los monstruos para que hagan algunas tareas. En lugar de seguir las reglas de la escuela, Finnegan se enfurece con Ghoulia acompañándolo haciendo un montón de lío en Monster High, y cuando intenta convertir su guitarra en un Master Trident, se rompe por la mitad y se pierde el concierto. Poco después, Finnegan le confiesa a "Bloodgood" todo el lío que él y Ghoulia hicieron y aceptaron su castigo de limpiar toda la escuela. |              |                                                                             |                           | |                 |                      |
| 4344 | 1718         | «Monster Fest»                                                              | 21 de octubre de 2024     | 24 de febrero de 2025 (217A) 25 de febrero de 2025 (217B) 26 de febrero de 2025 (218A) 27 de febrero de 2025 (218B) | 217218          | —                    |
| El evento Monster Fest ha comenzado, y Frankie ha sido elegido como "Head Haunter" para que puedan anunciar la actuación en concierto de un ídolo monstruo llamado "Phoenix". Sin embargo, Frankie está tratando de pensar en algo para hacer feliz a todos los monstruos, hasta que Hades logra que firmen un contrato para su asociación. Al firmar un contrato, Frankie aprobó que Hades patrocinara todo el Monster Fest y cerró el camión de comida en el que Scarecrow Von Twolegs vendía manzanas con olor a escarabajo. Mientras Cleo intenta encontrar un regalo perfecto para Frankie, de repente desaparece, junto con el equipo de Boo y el resto de los monstruos, dejando atrás la telaraña mágica de las arañas conocidas como "Weblings". Heath, sintiéndose ignorado por su propio padre, cree que Hades es el responsable del desastre, por lo que ha decidido ayudar a Frankie y Phoenix a encontrar a sus compañeros monstruos, y finalmente, terminaron dentro de Underworld Inc, donde descubrieron que los Weblings están vendiendo las calaveras de truco por todo el mundo de los monstruos. Desafortunadamente, terminaron siendo capturados, incluido Hades, quien pronto descubrió que fue engañado por la verdadera mente maestra detrás de los eventos, una araña malvada conocida como "Trick", cuyo objetivo es librar al mundo de los monstruos de todas las golosinas y llenarlo con nada más que trucos. La batalla entre Trick y Treat ha comenzado, y mientras Treat mantiene a raya a Trick, Frankie, Phoenix, Heath, Hades y el resto de la tripulación Boo (que han sido restaurados por Treat poco después) detuvieron a los Weblings y destruyeron todas las calaveras de Trick. Sin embargo, no fue suficiente para derrotar a Trick, ya que todos los productos malos ya se vendieron en todo el Monster World y la asociación entre él y Underworld Inc. nunca se romperá según un contrato que Hades firmó. Sin otra opción, y haciendo lo correcto para enorgullecer a Heath, Hades decidió cerrar su propia empresa de forma permanente, destruyendo oficialmente la asociación con Trick y convirtiéndolo de nuevo en una pequeña araña sin poderes. Y con eso, el Monster Fest está de vuelta, y todos los monstruos han celebrado la noche con Frankie, Phoenix y el resto de la tripulación Boo interpretando una canción. |              |                                                                             |                           | |                 |                      |
| 45a (1) | 19a          | «Attack of the Besties» «El ataque de los amigos»                           | 22 de octubre de 2024     | 4 de marzo de 2025 (Resto de Latinoamérica)5 de marzo de 2025 (México)                                              | 219A            | —                    |
| Uno de los Kaijus, Gakaiju, tiene una pelea con el otro Kaiju, Modirah, y ha llegado a Monster High para jugar Casketball con el Boo Crew. Después de una jugada brusca, Gakaiju comienza a pasar el rato con Deuce, aunque tuvo que mantener la calma como pacificador y no dejar que su enojo lo afectara, especialmente cuando ella lo llama "Dunce" en lugar de su verdadero nombre. Durante la hora del almuerzo, Deuce comienza a enojarse con ella, ya que una de sus serpientes, Wrath, sugiere que Deuce tiene que defenderse y no hacerse amigo de Gakaiju nunca más. Sin embargo, Deuce tiene un plan para que Gakaiju vuelva con Modirah para que puedan perdonar y olvidar, con la ayuda de Frankie para pilotear su robot gigante y obligar a los Kaijus a luchar juntos en lugar de entre ellos. |              |                                                                             |                           | |                 |                      |
| 45b (2) | 19b          | «Night of the Unliving Frog» «La noche de la rana zombie»                   | 23 de octubre de 2024     | 5 de marzo de 2025 (Resto de Latinoamérica)6 de marzo de 2025 (México)                                              | 219B            | —                    |
| Manny está a punto de ir al salón de clases para su próxima tarea, solo para descubrir que debe reanimar y desanimar una rana muerta para aprobar una clase de Biología. Después de reanimar una rana muerta, Manny se encariñó con ella y, en lugar de desanimarla, la llevó a su habitación para que puedan divertirse juntos. La Sra. Zis se dio cuenta de que faltaba una rana muerta y Romulus se puso manos a la obra para encontrarla, hasta que cambió de opinión y ayudó a Manny y Twyla a liberar las ranas muertas. Sin embargo, la Sra. Zis llamó al resto del personal para pedir ayuda para capturar las ranas muertas y, después de que el personal la atrapara, Manny debe convencer a la Sra. Zis de que las ranas muertas deberían permanecer reanimadas y ser libres. Mientras tanto, durante su último día como Wereruler, Clawdeen se encuentra con el Cambiaformas como "Bloodgood", quien accidentalmente delata a Whaley. |              |                                                                             |                           | |                 |                      |
| 46 | 20           | «One Were to Rule Them All» «Un monstruo para gobernar a todos»             | 24 de octubre de 2024     | 6 de marzo de 2025 (Resto de Latinoamérica)7 de marzo de 2025 (México)                                              | 220             | —                    |
| Clawdeen se encuentra con el Cambiaformas y trata de capturarlo, pero él escapa haciéndose pasar por "Clawdeen", dejando atrás el orbe dorado. La tripulación Boo quiere ayudar a Clawdeen a capturar al Cambiaformas y salvar al verdadero Bloodgood que está atrapado en la Dimensión Troll. Mientras Frankie, Cleo y Clawd van a buscar al Cambiaformas, Clawdeen, Draculaura y Deuce fueron a la Dimensión Troll y, junto con Bloodgood, lograron escapar de la Dimensión Troll. Poco después, la pandilla Boo encontró al Cambiaformas haciéndose pasar por "Lagoona" que recuperó a Whaley, pero mientras intentaban recuperarlos, el Cambiaformas se convirtió en un Reportero Kraken para luchar contra la pandilla Boo en una batalla final. Clawdeen intentó razonar con el Cambiaformas preguntándoles sobre el acertijo del libro de cómo dejar de cambiar de forma, pero luego el Cambiaformas encarceló a la pandilla Boo y escapó al concierto frente a Monster High. Mientras tanto, Toralei y Whiskerene se encargan de los "Little Paws", y cuando los Little Paws están en peligro debido a la furia del Cambiaformas, Whiskerene los salvó y los llevó a la oficina del Hombre Gobernante para su seguridad. En otro lugar, Draculaura usó su brujería para liberar a la tripulación Boo, y Clawdeen tiene un plan para derrotar al Cambiaformas de una vez por todas, con la ayuda de Catty Noir. Mientras Catty cantaba una canción, La tripulación Boo encendió los altavoces que se volvieron lo suficientemente fuertes como para hacer que los rastreadores de catacumbas salieran de Monster High y se arrastraran por todo el Shapeshifter, derrotándolos y haciendo que volvieran a su forma original: un hombre ballena gigante. El verdadero nombre del hombre ballena es Hemming, y confesó que fue él quien se hizo pasar por todos los monstruos cuando usó por primera vez sus poderes de cambio de forma. Hemming luego se disculpó por sus acciones y está a punto de regresar al océano donde pertenece. Sin embargo, Clawdeen lo perdonó y decidió darle su colgante de hombre criatura para que pueda convertirse en un oso polar hombre lobo para poder quedarse en la tierra. Bloodgood luego le da la bienvenida a Hemming a Monster High, aunque tuvo que castigarlo por sus acciones poco después. Ahora, Clawdeen ha anunciado al ganador de la Elección de Hombre Gobernante: Whiskerene, ya que sus acciones para salvar a sus compañeros hombres criaturas son prueba suficiente de que merece convertirse en la próxima Hombre Gobernante. Todos los monstruos de Monster High celebraron con Catty interpretando su canción con la tripulación Boo. |              |                                                                             |                           | |                 |                      |

## Producción
El 23 de febrero de 2021, Mattel, a través de su división de televisión, anunció el segundo regreso de la marca Monster High, prometiendo nuevos contenidos y productos para el año siguiente, incluida una serie animada y una película musical de acción real.
Shea Fontana, una escritora que trabajó anteriormente con Mattel en el reinicio de Polly Pocket de 2018, es la showrunner y coproductora ejecutiva de la serie.
El 13 de julio de 2022, se anunció el casting con Gabrielle Nevaeh Green como Clawdeen Wolf, Courtney Lin como Draculaura e Iris Menas como Frankie Stein.
El 26 de septiembre de 2022, se anunció que la serie se estrenaría el 28 de octubre de 2022; sin embargo, la serie comenzó a transmitirse el 6 de octubre de 2022, marcada como una vista previa de Monster High: La Película.
El 17 de noviembre de 2022, Nickelodeon renovó la serie para una segunda temporada de 20 episodios, que se estrenó el 11 de marzo de 2024.

## Premios y nominaciones
| Año  | Premio                                 | Categoría           | Nominados    | Resultado | Ref.   |
| ---- | -------------------------------------- | ------------------- | ------------ | --------- | ------ |
| 2024 | Nickelodeon Kids' Choice Awards México | Nick Show Favorito  | Monster High | Nominado  | [ 30 ] |
| 2025 | Nickelodeon Kids' Choice Awards        | Caricatura favorita | Monster High | Nominada  | [ 31 ] |